# Język tela-masbuar
Język tela-masbuar (a. tela-masboar, masbuar-tela), także tela (a. tela’a, telaah) – język austronezyjski używany w prowincji Moluki w Indonezji, przez grupę ludności na wyspie Babar (wyspy Barat Daya). Według danych z 2007 roku posługuje się nim nieco ponad 1000 osób.
Katalog Ethnologue podaje, że jego użytkownicy zamieszkują wsie Masbuar i Tela w południowo-zachodniej części wyspy. Publikacja Peta Bahasa łączy go z językiem imroing, uznając tela i imroing za dialekty jednego języka telaah. M. Taber (1993) wyróżnia dwa odrębne języki: tela-masbuar (tela, tela’a) i imroing .
Społeczność komunikuje się także w lokalnym malajskim i indonezyjskim.
Nie wykształcił piśmiennictwa.